# Júlia Rocha
Júlia Rocha (Belo Horizonte, 24 de abril de 1983) é uma médica, cantora, compositora, escritora e colunista brasileira. Nascida em uma família de músicos e médicos, Júlia é notória nas redes sociais por seus textos e reflexões sobre atendimento humanizado e por seu trabalho artístico, se apresentando como "especialista em gente, médica de família e comunidade". Graduou-se na Universidade do Vale do Sapucaí em Pouso Alegre e trabalha com medicina de família e comunidade pelo Sistema Único de Saúde (SUS).
Em 2020, Júlia lançou seu primeiro livro entitulado "Pacientes que curam – o cotidiano de uma médica do SUS" que ficou por muitas semanas entre os mais vendidos de sua categoria, além de receber indicação e ser finalista do maior prêmio literário do país, o Prêmio Jabuti.
Militante do Partido Comunista Brasileiro e do Coletivo Feminista Classista Ana Montenegro, em abril de 2022 anunciou sua pré-candidatura a deputada federal.
Julia Rocha nasceu em 24 de abril de 1983 na cidade de Belo Horizonte em Minas Gerais. Filha de pai médico e mãe cantora, decidiu seguir as duas profissões, conciliando sua carreira médica com seu trabalho artístico.

## Vida profissional

### Como cantora
Júlia começou a cantar profissionalmente aos 14 anos, se apresentando em bares e sempre acompanhada da mãe. Em 2015 particiou do programa The Voice Brasil. Seu álbum de estréia "Cheiro de Flor" foi lançado em 2017 e conta com 13 faixas de samba. Júlia lançou um EP chamado Cura em 2021, composto por três músicas escritas e gravadas no isolamento da pandemia. Em maio de 2022 lançou um videoclipe para a faixa "Conchinha" que contou com a participação do youtuber, historiador e pré-candidato a governador do Estado de Pernambuco Jones Manoel.

### Como médica
Rocha formou-se em medicina na Universidade do Vale do Sapucaí em Pouso Alegre, sul de Minas Gerais. É especializada em atendimento primário à saúde, tendo começado a trabalhar com medicina de família comunidade pelo SUS em Pará de Minas.
Durante a pandemia de COVID-19 no Brasil, Júlia decidiu interromper seu trabalho no atendimento de pacientes com Covid-19 por avaliar que os equipamentos de proteção individual (EPIs) não eram suficientes, de tal forma que não poderia assegurar que não seria contaminada e poderia colocar a saúde de sua filha e de seu marido em risco por estar trabalhando com pacientes infectados e ainda estar amamentando.

## Obras

### Discografia
- Cheiro de Flor (2017)
- Cura (2021)

### Livros
- Pacientes que curam: O cotidiano de uma médica do SUS (Editora Civilização Brasileira - 2020)